# Tolerancja ekologiczna
Tolerancja ekologiczna (łac. tolerantia – „cierpliwa wytrwałość”; od łac. czasownika tolerare – „wytrzymywać”, „znosić”, „przecierpieć”) – zdolność przystosowania organizmów do zmian  czynników abiotycznych. Każdy gatunek i organizm wykazuje określony zakres tolerancji względem danego czynnika.